# 斑纹釉陶器
斑纹釉陶器（英語：spatterware）是流行于美国的一种美国和英国陶器，约于1800年至1850年间产生。其图案是采用滴落和揩抹的方法装饰在坯体上。这种技术在陶器史上影响范围较广。但在约1750年的英国斯坦福德郡就已经出现了这种技术。